# Editto di Milano
Per Editto di Milano (noto anche come Editto di Costantino e Licinio, Editto di tolleranza o Rescritto di tolleranza) si intende l'accordo sottoscritto nel febbraio-marzo 313 dai due Augusti dell'impero romano, Costantino per l'Occidente e Licinio per l'Oriente, e promulgato il 13 giugno del medesimo anno, in vista di una politica religiosa comune alle due parti dell'impero. Il patto fu stretto in Occidente in quanto il senior Augustus era Costantino. Le conseguenze dell'editto per la vita religiosa nell'impero romano sono tali da farne una data fondamentale nella storia dell'Occidente.
Secondo l'interpretazione tradizionale Costantino e Licinio firmarono a Mediolanum (la moderna Milano), nel periodo in cui la città era capitale dell'Impero romano d'Occidente, un editto per concedere a tutti i cittadini, quindi anche ai cristiani, la libertà di venerare le proprie divinità. Il termine editto, tuttavia, è da considerarsi errato, in quanto Costantino e Licinio diedero disposizioni ai governatori delle province romane affinché procedessero con l'attuazione delle misure contenute nell'editto di Galerio del 30 aprile 311, con il quale era stato definitivamente posto termine alle persecuzioni. Secondo le medesime interpretazioni moderne, i due Augusti si incontrarono a Milano solo per discutere, mentre le disposizioni furono dettate e messe per iscritto in Bitinia.
Oltre a riconoscere la libertà di culto, l'Editto di Milano determina l'obbligo di restituire tutti i luoghi, beni e possedimenti in precedenza acquistati, requisiti o tolti ai cristiani durante il lungo periodo delle persecuzioni (la regola valeva anche per chi aveva acquistato o ricevuto in dono in modo legittimo il bene in questione); questo è considerabile il punto di partenza da cui si svilupperà l'inalienabilità dei beni della Chiesa, che nei secoli a venire renderà "intoccabili" i possedimenti (nel Medioevo si trattava soprattutto di terre) della Chiesa.

## Contesto storico
Nell'anno 293 Diocleziano diede vita a una importante riforma della funzione imperiale: l'imperatore decise infatti, per placare il circolo vizioso in cui Roma era caduta negli ultimi decenni (durante i quali ben trenta imperatori su trentatré erano stati uccisi), di dividere il governo del territorio romano tra due imperatori, uno a Occidente e uno a Oriente. I due Augusti (questo era il titolo dell'Imperatore di Roma) avrebbero inoltre nominato ciascuno un proprio successore, al quale sarebbe stato dato il titolo di Cesare; al fine di istruire i Cesari, questi ultimi sarebbero stati coinvolti appieno nella vita governativa dell'Impero. Fu così che nacque la tetrarchia. Il sistema ideato da Diocleziano, tuttavia, mostrò fin da subito le sue lacune: i Cesari, infatti, dovevano essere scelti in maniera arbitraria dagli Augusti ma tale nomina non poteva ricadere sugli eredi.
Diocleziano, consapevole della potenza e ricchezza dell'Impero orientale, decise di stabilirsi a Nicomedia, da dove amministrava il suo potere nelle provincie orientali e in Egitto; il suo Cesare, Galerio, si stabilì a Sirmio, mantenendo sotto il suo controllo le province balcaniche. Di contro, in Occidente, l'Augusto Massimiano Erculeo governava sull'Italia, la Hispania e l'Africa Settentrionale dalla capitale Mediolanum, mentre le remote regioni della Gallia e della Britannia erano governate da Costanzo Cloro dalla città di Augusta Treverorum, nell'attuale Germania.
Il 1º maggio 305, Diocleziano diede istruzioni a Massimiano affinché entrambi abdicassero, così da provare l'effettiva efficacia della tetrarchia; i due Cesari divennero dunque Augusti, e a loro volta si trovarono a dover nominare due successori. Galerio, divenuto Imperatore d'Oriente, scelse suo nipote Massimino Daia, mentre Costanzo Cloro si decise per Flavio Valerio Severo.
L'anno successivo il sistema tetrarchico mostrò tutta la sua farraginosità: come spesso era accaduto in passato, erano le legioni lautamente pagate ad acclamare e nominare de facto l'imperatore, in quei continui colpi di stato che Diocleziano aveva provato a disinnescare con il meccanismo della tetrarchia. In questo modo Costantino I, figlio di Costanzo Cloro, venne acclamato imperatore d'Occidente nel 306, alla morte del padre, pur senza assumere subito la carica; il principio dinastico fu definitivamente reintrodotto in seguito con l'usurpazione che Massenzio fece dello stesso titolo imperatore d'Occidente in quanto figlio di Massimiano, vecchio augusto. Massenzio, preso il potere per via militare, ristabilì quale capitale dell'Impero Roma, ricevendo per questo l'ammirazione del popolo romano.
Intanto, durante l'anno 307, Severo fu eliminato: Diocleziano e Massimiano decisero di eleggere quale Augusto d'Occidente Licinio, mentre a Oriente vennero confermati come Augusto e Cesare rispettivamente Galerio e Massimino Daia; a Costantino fu invece concesso il ruolo di Cesare d'Occidente. Nel 308 la tetrarchia era dunque composta da Licinio e Costantino in Occidente e da Galerio e Massimino Daia in Oriente. Galerio, Primus Augustus, incaricò Licinio di sconfiggere Massenzio: missione che non fu in grado di portare a termine data l'astuzia e la forza militare del nemico. Nel 311, Galerio, che durante il suo governo aveva portato le persecuzioni verso i cristiani a vette mai raggiunte in precedenza, firmò il suo ultimo provvedimento, l'Editto di Serdica: un editto di perdono per i cristiani, con il quale accettava la religione cristiana quale parte dell'Impero. Alla sua morte il suo posto fu preso da Licinio, che quindi si trasferì in Oriente. 
Licinio, interessato a diventare Augusto d'Oriente, strinse un patto con Costantino in funzione anti-Massimino. Per suggellare l'accordo Costantino promise in moglie a Licinio la propria sorella, Costanza. Secondo l'accordo, la tetrarchia doveva cessare di esistere: sarebbero rimasti Costantino in Occidente e Licinio in Oriente.
Nella primavera del 312 Costantino discese con il suo esercito in Italia per affrontare Massenzio. Lo scontro decisivo si ebbe il 28 ottobre 312 (Battaglia di Ponte Milvio). La sera prima Costantino non eseguì i sacrifici rituali della religione tradizionale. Prima di ogni evento importante, i romani interrogavano gli dei chiedendo loro di assisterli. Un aruspice eseguiva il sacrificio di un animale e, scrutando nelle sue viscere, interpretava il volere degli dei. Di fronte al proprio esercito, invece, Costantino affermò che un sommo dio (summus deus) lo avrebbe guidato nella battaglia. L'agiografia cristiana ha tramandato questo accadimento attraverso un racconto: quella notte Cristo apparve a Costantino in sogno e gli pronosticò la vittoria. In cambio, sugli scudi dei suoi soldati egli avrebbe dovuto far dipingere il simbolo che Dio gli aveva mostrato (In hoc signo vinces), formato dalle due lettere greche iniziali del nome di Cristo, X e P.
Le divinità ufficiali della tetrarchia erano Giove (protettore degli Augusti) ed Ercole, figlio di Giove (invocato dai Cesari). Costantino invece aveva mostrato fin dai suoi primi anni da tetrarca di ricercare una divinità tutelare personale.
Costantino uscì vincitore dalla battaglia. Entrato a Roma come unico Augusto d'Occidente, celebrò il trionfo, ma non salì il colle del Campidoglio, sede del tempio più sacro ai romani. Per la prima volta i cittadini dell'Urbe conobbero un imperatore che non eseguiva i tradizionali sacrifici agli dei. Ormai la sua conversione al cristianesimo era compiuta.

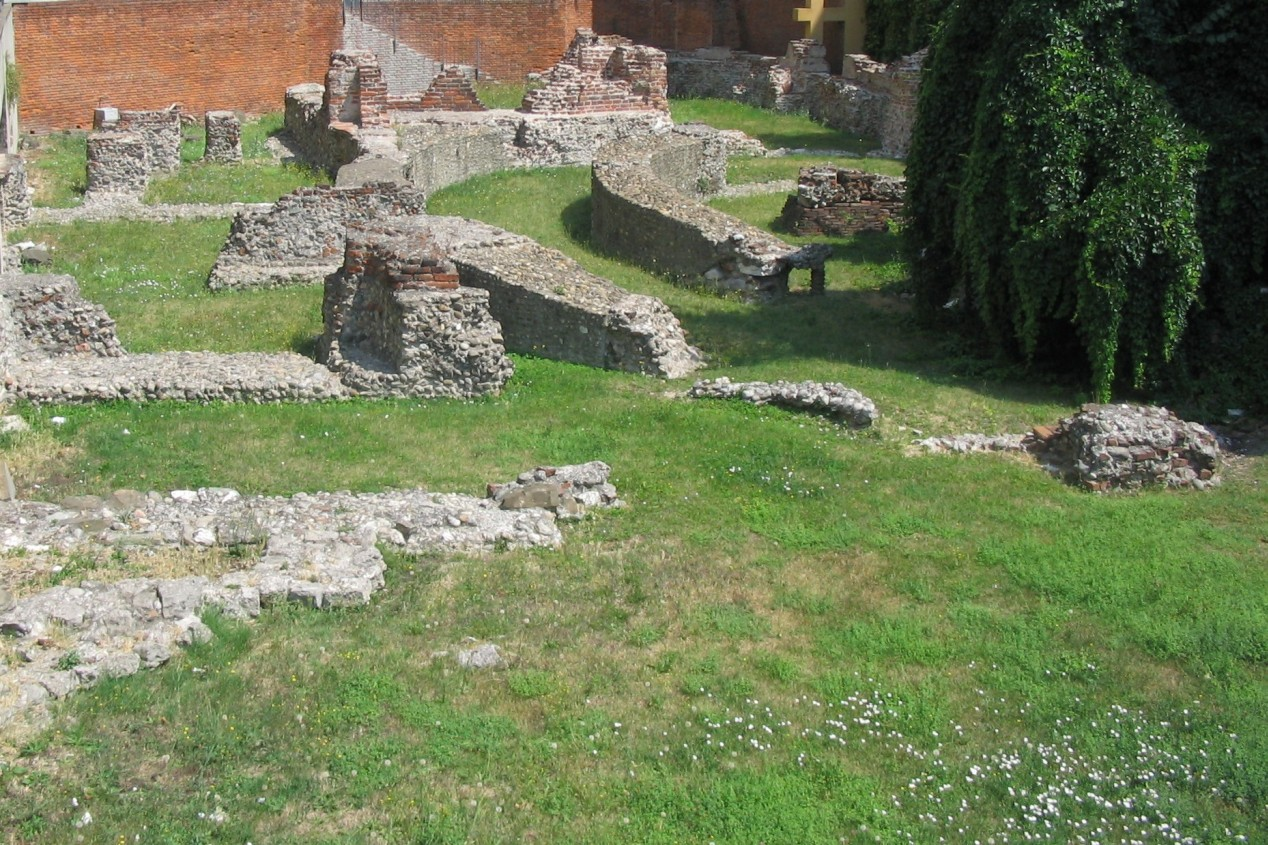
I resti del palazzo imperiale romano di Milano, ristrutturato da Massimiano alcuni anni prima dell'editto. Qui si vedono le basi di un'edicola che probabilmente era dotata di colonne, con attorno un corridoio e diversi locali. Nel palazzo vi fu l'accordo tra Costantino e Licinio noto come l'editto di Milano.

Costantino non rimase a lungo a Roma: nel gennaio 313 si recò a Milano, città scelta per il matrimonio della sorella Costanza con Licinio. Nella capitale dell'Occidente, Costantino e Licinio concordarono una linea comune in materia di religione. I due Augusti stabilirono di dare piena applicazione all'editto di perdono firmato da Galerio due anni prima (Editto di Serdica). Furono probabilmente fissate anche delle norme integrative rispetto al testo di Galerio. Anche se l'accordo scaturì dalla volontà comune, l'iniziativa di dare rilievo alla questione religiosa fu di Costantino. Dopo gli accordi di Milano, la politica religiosa verso i cristiani passò dalla tolleranza al sostegno della nuova religione.
Licinio, pur essendosi alleato con Costantino, era rimasto fedele alla religione tradizionale. L'alleanza per lui aveva scopi eminentemente politici.
In Oriente i cristiani erano ancora mal tollerati. Massimino Daia, nel novembre del 311, aveva ripreso le esecuzioni capitali di cristiani nella parte dell'impero sotto la sua giurisdizione. Nell'aprile 313 Licinio affrontò e sconfisse Massimino in Tracia. Cessarono così del tutto le persecuzioni non solo nei confronti dei cristiani, ma di tutte le religioni praticate nel territorio romano. Successivamente, in applicazione degli accordi di Milano, Licinio concesse a tutti i cristiani della sua parte dell'impero il diritto di costruire luoghi di culto; inoltre dispose che fossero loro restituite le proprietà confiscate. Tali disposizioni furono esposte pubblicamente a Nicomedia in un rescritto. Il testo è diviso in dodici punti. Il preambolo è universalmente noto:
(Lattanzio, De mortibus persecutorum, capitolo XLVIII)
La nuova politica religiosa trovò espressione nella nuova monetazione inaugurata dalla diarchia Costantino-Licinio. Il cambiamento fu evidente sia nella scelta delle iconografie dei rovesci delle monete, sia nello stile del ritratto imperiale, che passa dallo squadrato modello tetrarchico a un morbido stile classicheggiante.

## Decreti in materia di religione successivi
La diarchia Costantino-Licinio durò per undici anni. I due imperatori governarono in pratica in due regni separati. La pace interna cessò nel 323. Nel 324 Costantino sconfisse Licinio in una serie di battaglie, costringendolo a cedergli la sua parte dell'impero.
La guida spirituale di Costantino fu il vescovo Osio di Cordova (256-357).
Costantino emise nuovi editti in favore dei cristiani. Obiettivo della politica religiosa dell'imperatore fu di «far confluire in un'unica forma e idea le credenze religiose di tutti i popoli» e «rivitalizzare e riequilibrare l'intero corpo dell'Impero, che giaceva in rovina come per l'effetto di una grave ferita».
I principali provvedimenti religiosi emessi dall'imperatore furono i seguenti:
- nel 321 stabilì che la domenica dovesse essere riconosciuta anche dallo Stato come giorno festivo (dies Solis);
- nel 324 proibì magie e alcuni riti della religione tradizionale (la divinazione privata, fatta nelle case), chiuse i templi e vietò che nei giochi circensi si sacrificassero i condannati a morte;
- nel 325 convoca e presiede il Concilio di Nicea, primo concilio ecumenico.
- nel 326 emanò una legge che proibiva l'adulterio e vietava di portare a casa le concubine, inoltre stabilì che gli ebrei non potessero più convertire gli schiavi né praticare su di loro la circoncisione. Con Costantino, il clero assunse un'importanza sociale elevata, attirando anche per questa ragione le migliori intelligenze dell'impero.[11]

D'altra parte Costantino non proibì mai il culto pagano. Manifestò rispetto verso i fedeli della vecchia religione, cercando il dialogo con le correnti monoteizzanti del paganesimo. Egli inoltre sapeva che i membri del Senato avevano continuato a professare la religione tradizionale. Così decise di impostare una politica verso il Senato tesa ad evitare l'insorgere di contrasti. Il fatto che nel 315 il Senato abbia dedicato a Costantino un arco di trionfo (che campeggia ancora oggi a fianco del Colosseo) lascia pensare che la linea di compromesso perseguita da Costantino avesse avuto successo.